# 重富バスストップ
重富バスストップ（しげとみバスストップ）は、島根県浜田市旭町重富の浜田自動車道上にあるバス停。

## 停車する路線
| のりば | 愛称                     | 運行会社             | 行先                           | 備考 |
| ------ | ------------------------ | -------------------- | ------------------------------ | ---- |
| 上り線 | 浜田道エクスプレス大阪号 | JRバス中国           | 大阪駅                         |      |
| 上り線 | いさりび号               | JRバス中国・石見交通 | 大塚駅・広島BC・広島駅新幹線口 |      |
| 下り線 | いさりび号               | JRバス中国・石見交通 | 浜田駅                         |      |

なお、津和野エクスプレス・サラダエクスプレス（夜行便、神戸・大阪方面）は当バスストップには停車しない（運行経路上であるが通過扱いとなる）。

## 隣
E74 浜田自動車道
(2)瑞穂IC/BS - (BS)重富BS - (3)旭IC/BS

## バス停へのアクセス
- 浜田市営バス（旭路線バス）中戸川線・邑南町営バス（おおなんバス）22系統（日貫線） 重富バス停